# Ilex conocarpa
Ilex conocarpa är en järneksväxtart som beskrevs av Reiss. Ilex conocarpa ingår i släktet järnekar, och familjen järneksväxter. Inga underarter finns listade i Catalogue of Life.